# Tony Plana
Tony Plana é um ator dos Estados Unidos da América. Foi educado no liceu de Loyola, L.A. e depois na Universidade de Loyola-Marymount. Recebeu treino profissional na Royal Academy of Dramatic Art em Londres.
É conhecido, entre outros trabalhos, por ter dublado o personagem Manny Calavera, protagonista do jogo Grim Fandango.
Faz agora o papel de pai de America Ferrera, na série Betty Feia. Foi premiado em 2006 com um Golden Satellite Award e com um Alma Award por melhor comediante. Também já atuou como co-director e co-produtor do filme "A million to Juan", com Paul Rodriguez. Celebrou o seu primeiro solo como realizador em Dezembro de 2000 com "The Princess and the Barrio Boy". Ficou conhecido também ao interpretar o aspirante da marinha Emiliano santos della serra em a forca do destino "an officer and a gentleman"onde atuou ao lado de Richard Gere.